# 代坦和布吕昂
代坦和布吕昂（法語：Détain-et-Bruant，法語發音：[detɛ̃ e bʁyɑ̃]）是法国科多尔省的一个市镇，属于第戎区。

## 地理
代坦和布吕昂（47°10'21"N, 4°47'30"E）面积15.48 平方千米，位于法国勃艮第-弗朗什-孔泰大區科多尔省，该省份为法国中东部省份，北起奥布省，西接涅夫勒省和约讷省，南至索恩-卢瓦尔省，东南接汝拉省，东临上索恩省，东北部与上马恩省接壤。
与代坦和布吕昂接壤的市镇（或旧市镇、城区）包括：泰尔南、布扬、菲塞、圣让德伯夫、昂特伊、阿尔瑟南、贝维、舍瓦讷、科隆日莱贝维。

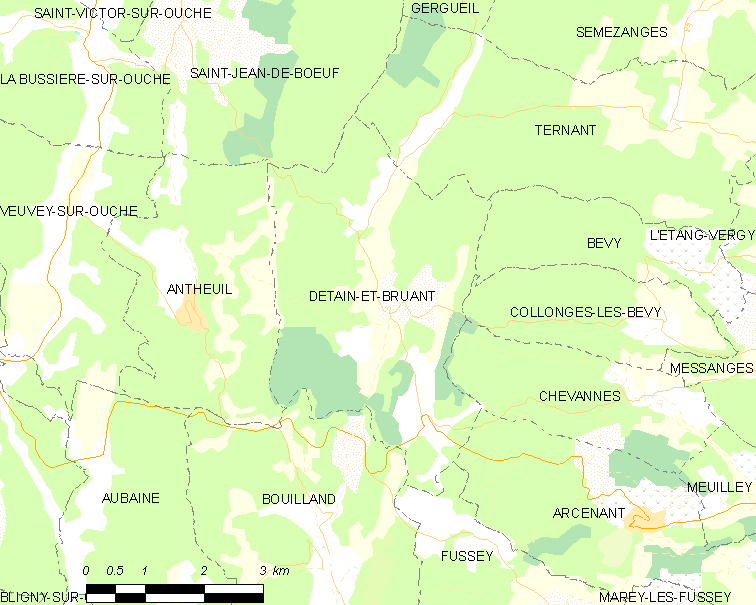
代坦和布吕昂的OSM定位图

代坦和布吕昂的时区为UTC+01:00、UTC+02:00（夏令时）。

## 行政
代坦和布吕昂的邮政编码为21220，INSEE市镇编码为21228。

## 政治
代坦和布吕昂所属的省级选区为隆维县。

## 人口

1962-2008年间代坦和布吕昂人口变化图示

代坦和布吕昂于2022年1月1日时的人口数量为142人。